# 1750
1750. је била проста година.

## Рођења

### Март
- 16. март — Каролина Хершел, британски астроном. (†1848).

## Смрти

### Јун
- 30. новембар — Мориц Саксонски, француски маршал